# Final Fantasy X
Final Fantasy X (jap. ファイナルファンタジーX, Fainaru Fantajī Ten) ist ein Computer-Rollenspiel, das von Square entwickelt und veröffentlicht wurde. Es ist der zehnte Teil der Final-Fantasy-Reihe und das erste Spiel der Serie, das für die PlayStation-2-Konsole erschienen ist. Final Fantasy X erschien 2001 in Japan und verkaufte sich weltweit 8,05 Millionen Mal. Das Spiel gewann 2002 in Japan sowohl den PlayStation Grand Prix als auch Sonys Doppelplatin PlayStation Award (vergeben für 2 Mio. bis 3 Mio. in Japan verkaufte Einheiten im Zeitraum Mai 2001 bis Mai 2002). Aufgrund dieses Erfolgs kündigte Square an, eine Neuauflage des Spiels zu veröffentlichen. Diese erschien im März 2014 in Europa unter dem Titel Final Fantasy X/X-2 HD Remaster für PlayStation 3 und für PlayStation Vita, im Mai 2015 auch für PlayStation 4 und im April 2019 erstmals für Xbox One und Nintendo Switch.
Angesiedelt in der Fantasiewelt Spira folgt das Spiel einer Gruppe Abenteurer auf ihrer Reise, um eine Kreatur namens Sin zu besiegen. Das Spiel stellt einen Wendepunkt in der Final-Fantasy-Reihe dar, da zum ersten Mal in der Geschichte der Serie keine vorgerenderten Hintergründe benutzt, sondern komplett dreidimensionale Gebiete erschaffen wurden. Auch wenn vorgerenderte Hintergründe nicht gänzlich verschwunden sind, so sind sie doch auf weniger interessante Gebiete, wie das Innere von Gebäuden beschränkt. Zum ersten Mal wurde eine große Bandbreite an realistischen Gesichtsausdrücken verwendet. Der technische Fortschritt wurde bei vielen Grafikeffekten deutlich, so konnten nun auch Abweichungen von Licht und Schatten zwischen verschiedenen Teilen der Kleidung eines Charakters dargestellt werden. Final Fantasy X ist das erste Spiel der Serie, das mit Sprechern vertont wurde und eine direkte Fortsetzung (Final Fantasy X-2) bekam.
Final Fantasy X brachte weitere wichtige Fortschritte für die Final-Fantasy-Reihe. So wurden die Szenen entsprechend der gesprochenen Dialoge getimt, während vorherige Spiele der Serie noch über scrollbare Untertitel verfügten. Weitere Veränderungen wurden am Design der Spielwelt vorgenommen, das diesmal spezielles Augenmerk auf Realismus legt. Zudem wurden bei den Spielprinzipien altbekannte Elemente verworfen und neue eingeführt.

## Spielprinzip

### Allgemeines
Wie in früheren Spielen der Serie wird Final Fantasy X in einer Third-Person-Perspektive gespielt. Der Spieler steuert hauptsächlich den Charakter Tidus und interagiert so mit Gegenständen und Personen. Im Gegensatz zu vorherigen Spielen der Reihe wurden die Welt- und Städtekarten komplett integriert und die Areale außerhalb von Städten wurden den Charakteren entsprechend maßstabsgetreu umgesetzt. Um einen Kampf auszutragen, werden Charakter und Gegner in eine rundenbasierte „Kampfarena“ versetzt.
Wie schon bei vorangegangenen Final-Fantasy-Titeln kann der Spieler seine Charaktere entwickeln und verbessern, indem Gegner besiegt und Gegenstände eingesammelt werden. An Stelle des traditionellen Erfahrungspunktesystems wurde ein Sphärobrett genanntes System eingeführt.
Das Spiel sollte ursprünglich über Onlineelemente verfügen, diese wurden aber während der Produktionsphase fallengelassen und Mehrspieler-Online-Elemente hielten erst mit Final Fantasy XI Einzug in die Final-Fantasy-Serie.

### Gelände
Im Gegensatz zu früheren Final-Fantasy-Spielen verfügt Final Fantasy X nicht über eine interaktive Oberweltkarte in Vogelperspektive zur Navigation. Vorhergehende Spiele verwendeten eine verkleinerte Darstellung der weitläufigen Gebiete zwischen Städten und anderen wichtigen Orten für die Reise zwischen weit entfernten Zielen. In Final Fantasy X hingegen sind fast alle Spielorte direkt miteinander verbunden. Die regionalen Verbindungen bilden zu weiten Teilen einen durchgehenden Pfad durch alle Gebiete des Spieles, allerdings kann der Spieler im späteren Verlauf des Spiels ein Luftschiff verwenden und so in Sekundenschnelle durch die Spielwelt navigieren.
Geländedirektor Takayoshi Nakazato erklärte, dass er mit Final Fantasy X ein realistischeres Konzept für die Weltkarte als das der traditionellen Final-Fantasy-Spiele einführen wollte. Dies geschah vor allem in Übereinstimmung mit dem Realismus, der durch die 3D-Hintergründe im Unterschied zu vorgerenderten Hintergründen, welche er „Pseudo-3D-Umgebungen“ nennt, geschaffen wurde.

### Kampfsystem
Final Fantasy X ersetzt das Active-Time-Battle-System (ATB) durch das Conditional-Turn-based-Battle-System (CTB). Während das ATB-Konzept Elemente in Echtzeit aufweist, ist das CTB-System rundenbasiert und pausiert den Kampf bei jedem Zug des Spielers. Dadurch hat der Spieler beliebig viel Zeit, eine Aktion auszuwählen. Beim CTB-System beeinflussen die Statuswerte der Charaktere und Gegner sowie getätigte Aktionen Anzahl und Reihenfolge der zur Verfügung stehenden Züge. Im Spiel wird die Zeitlinie, wann ein Charakter an der Reihe ist und welche Auswirkungen seine Aktionen auf die Zeitlinie haben, grafisch dargestellt.
Charakterspezifische Spezialfähigkeiten (bekannt als Wechsel-Limit in Final Fantasy VII, Spezialtechnik in Final Fantasy VIII und Trance in Final Fantasy IX) werden in Final Fantasy X als Ekstase bezeichnet. Die meisten dieser Ekstasen (mit Ausnahme der von der Spielfiguren Rikku, Yuna und Kimahri) erfordern ein wenig Geschick am Controller: So muss der Spieler bei Aurons Ekstase schnell eine Tastenfolge eintippen, bei Lulus Ekstase muss der Analog-Stick gedreht werden und bei Wakka müssen drei Tombola-Räder im richtigen Augenblick gestoppt werden. Wenn dies gelingt, sind die Ekstasen kraftvoller.
Weiterhin führt das Spiel verschiedene erlernbare Ekstase-Typen ein, wodurch dem Spieler erlaubt wird, die Bedingungen, unter denen sich die Ekstase-Leiste füllt, selbst festzulegen. Bei „Askese“ beispielsweise füllt sich die Leiste mit dem im Kampf erlittenen Schaden, bei „Kampfgeist“ mit dem den Gegnern zugefügten Schaden oder bei „Zorn“ mit dem von Mitstreitern erlittenen Schaden.
Final Fantasy X erlaubt es dem Spieler, bis zu drei Charaktere im Kampf zu steuern, allerdings ist es möglich jeden dieser Charaktere jederzeit durch einen Charakter der Reserve auszuwechseln. Sobald alle sieben normal spielbaren Charaktere zur Verfügung stehen, sind somit drei Charaktere aktiv und vier befinden sich auf der „Auswechselbank“. Der Spieler wird durch zwei Faktoren angeregt, die aktiven Charaktere häufig auszuwechseln. Zum einen erhalten Charaktere, die nicht am Kampf teilgenommen haben, keine Erfahrungspunkte, um Statuswerte und Fähigkeiten zu verbessern. Zum anderen hat jeder Charakter über weite Strecken des Spieles bestimmte Stärken und Schwächen, so ist zum Beispiel Yuna besonders gut im Heilen und kann als einzige Aufrufzauber verwenden, Rikku ist besonders gut im Stehlen und Benutzen von Gegenständen, wohingegen Tidus sich vor allem im Kampf gegen schnelle Gegner auszeichnet. Spezialisierte Gegner sind im Allgemeinen besonders schwer zu besiegen ohne den entsprechenden Charakter.
Mit Final Fantasy X kam es zu einer grundlegenden Erneuerung der Aufrufzauber aus den vorherigen Spielen der Serie. Während in früheren Spielen die aufgerufene Kreatur nur eine Aktion durchführte und dann wieder verschwand, bleiben die Bestia genannten Aufrufkreaturen für die gesamte Dauer des Kampfes oder bis sie zurückgerufen beziehungsweise vom Gegner besiegt wurden. Die Bestia haben ihre eigenen, entwickelbaren Statuswerte, Zaubersprüche, Fähigkeiten, Kommandos und Ekstasen. Sie unterstützen den Spieler nicht nur mit starken Attacken, sondern können auch als Schutz gegen besonders schwierige Gegner verwendet werden, da der Gegner erst die Bestia besiegen muss, bevor er der Gruppe Schaden zufügen kann. Der Spieler erhält im Verlauf des Spieles fünf Bestia, drei weitere können optional über Nebenquests erhalten werden.
Ursprünglich war geplant, die Gegner frei sichtbar auf dem Spielgelände umherwandern zu lassen, einen nahtlosen Übergang zu den Kämpfen zu schaffen und dem Spieler die Möglichkeit zu geben, sich während des Kampfes in der Umgebung zu bewegen. Direktor für Kämpfe Shintaro Takai hat erklärt, dass es seine Absicht war, die Kämpfe in Final Fantasy X als natürlichen Teil der Geschichte und nicht als unabhängige Elemente zu präsentieren. Auf Grund der Hardware und Beschränkungen im System kamen diese Ideen, später Active-Dimension-Battle-System (ADB) getauft, erst in Final Fantasy XI und Final Fantasy XII zum Einsatz. An Stelle des ADB gab es einen Kompromiss, so dass bei einigen Kämpfen, vorwiegend bei Bosskämpfen, mittels eines Motion-Blur-Effektes ein relativ nahtloser Übergang von Spielgelände zu Kampffeld geschaffen wurde. Der Wunsch nach nahtlosem Übergang führte auch zur Implementierung des neuen Aufrufsystems im Spiel.

### Sphärobrett
Das Charakterentwicklungssystem von Final Fantasy X, das Sphärobrett, ist einzigartig im Genre der Rollenspiele. Die Charaktere erhalten nicht, wie sonst üblich, vorherbestimmte Status- und Fähigkeitenboni nach einer bestimmten Anzahl von Leveln, sondern erlangen sogenannte Sphäro-Level durch das Sammeln von genügend Ability-Punkten (AP) nach dem Besiegen von Gegnern. Diese Sphäro-Level wiederum erlauben es dem Spieler den Charakter auf dem Sphärobrett zu bewegen, welches ein vorbestimmtes Raster aus mehreren verbundenen Feldern ist, die verschiedene Statuswerte- und Fähigkeitenboni gewähren. Gegenstände, genannt Sphäroide (erlangt durch das Besiegen von Gegnern, aus Schatzkisten und bei bestimmten Ereignissen), werden auf diesen Feldern benutzt und setzen so deren Funktion für den ausgewählten Charakter frei. Auf diese Art und Weise ähnelt die Entwicklung der spielbaren Charaktere einem Brettspiel.
Produzent Yoshinori Kitase erklärte, dass das Sphärobrett dem Spieler eine interaktive Möglichkeit zum Erhöhen der Charaktereigenschaften geben soll und es dem Spieler gleichzeitig erlaubt die Veränderung dieser Eigenschaften unmittelbar zu erleben. Das Sphärobrett erlaubt dem Spieler außerdem die Charaktere im Gegensatz zu ihren vorgesehenen Kampfrollen individuell anzupassen, so dass aus der Weißmagierin Yuna eine starke Kämpferin oder aus dem Schwertkämpfer Auron ein Heiler werden kann. In der International- und in der PAL-Version des Spieles gibt es optional die Profi-Variante des Sphärobrettes. In dieser Variante starten alle Charaktere in der Mitte des Sphärobrettes und der Spieler kann sofort jeden Pfad mit ihnen einschlagen, allerdings hat das Sphärobrett geringfügig weniger Felder, wodurch auf den ersten Blick insgesamt weniger Erhöhungen der Statuswerte möglich sind. Da später ein Leeren des Brettes ohne Verlust der gewonnenen Eigenschaften und Attribute möglich ist, kann man das Brett aber mehrfach führen.

### Blitzball
Blitzball ist ein Minispiel in Final Fantasy X. Es handelt sich um einen fiktiven Sport, der unter Wasser gespielt wird und Ähnlichkeit mit der realen Sportart Unterwasserrugby hat.
Zwei Mannschaften mit jeweils sechs Spielern (5 steuerbare Feldspieler und 1 computergesteuerter Torwart) stehen sich gegenüber und versuchen durch taktische Entscheidungen, den Ball im gegnerischen Tor zu versenken. Man gibt seinen Spielern Befehle, zum Beispiel dribbeln, passen oder schießen. Es gibt einen Pokal- sowie einen Ligamodus, bei denen der Spieler mehrere Saisons spielen und Preisgeld oder Items gewinnen kann.
Man trifft im Lauf des Spiels auf andere Blitzballspieler, die für die eigene Mannschaft verpflichtet werden können.
Zu Beginn des Spieles muss ein Blitzball-Spiel absolviert werden, danach stehen dem Spieler weitere frei.

## Handlung und Szenario
Die Welt von Final Fantasy X nennt sich Spira und besteht aus einer großen Landmasse, die in drei Subkontinente unterteilt und von mehreren Inseln umgeben ist. Spira hat verschiedene Klimazonen, so gibt es die tropischen Inseln Besaid und Kilika sowie die moderate Mi’hen-Region, aber auch die arktischen Gebiete Macalania und Berg Gagazet.
Obwohl vorwiegend von Menschen bevölkert, gibt es auch andere Rassen in Spira. Unter ihnen sind die Al Bhed, eine technologisch fortgeschrittene, aber entrechtete Unterart der Menschen mit grünen spiralförmigen Pupillen und einer eigenen Sprache (die Buchstaben sind gegen andere Buchstaben vertauscht). Die Guado erscheinen mit ihren verlängerten Fingern und anderen subtilen Unterschieden weniger menschlich, sie haben zudem einen natürlichen Hang zu Magie und zum Beschwören von Monstern. Noch weniger menschlich erscheinen die großen, löwenartigen und einhörnigen Ronso und die froschartigen Hypello.
Spiras Flora und Fauna basiert nicht nur auf echten Tieren, wie unter anderem Hunden, Katzen, Vögel und Schmetterlingen, sondern wird auch von einigen fiktiven Arten bevölkert, wie zum Beispiel den gigantischen amphibischen Schnus, die Elefanten ähneln, oder den in der Final-Fantasy-Serie oft als Transportmittel verwendeten, emuartigen Chocobos mit gelbem Gefieder.
Spira unterscheidet sich stark von den hauptsächlich europäisch geprägten Welten früherer Final-Fantasy-Spiele und ist eher Südostasien, vor allem in Vegetation, Topografie, Architektur und Namen, nachempfunden. Charakterdesigner Tetsuya Nomura gibt den Südpazifik, Thailand und Japan als wichtigste Einflüsse auf das kulturelle und geographische Design von Spira und insbesondere von Besaid und Kilika an.
Weiterhin sagte er, dass sich Spira von den Welten vorangegangener Final-Fantasy-Spiele am augenfälligsten im Grad der eingebrachten Details unterscheidet, welche er während der Entwicklung bewusst hoch zu halten versuchte. Auch wenn Südostasien thematisch sehr ausgeprägt ist, macht, wie andere Spiele der Serie auch, Final Fantasy X Anleihen bei anderen Kulturen und nimmt Bezug auf Dämonologie, hinduistische, arabische, nordische und anderen Mythologien.

### Spiritualität und Metaphysik
Ein herausragender und grundsätzlicher Charakterzug des Final-Fantasy-X-Universums sind die Illumina, umherziehende Schwärme an Lebensenergie von gerade Verstorbenen. Werden sie nach einiger Zeit nicht von einem Medium gesegnet, so sind Illumina dazu in der Lage, eifersüchtig auf die Lebenden zu werden und sich als Monster zu manifestieren. In den meisten Fällen sind das die gegnerischen Kreaturen im Spiel. Sollten aber keine negativen Gefühle im Vordergrund stehen, kann es geschehen, dass die Verstorbenen den Willen besitzen, als „Leibloser“ praktisch am Leben zu bleiben und weiterhin körperlich zu existieren.
Eine der Aufgaben der Media in Final Fantasy X ist es, die umherirrenden Illumina zu ihrem letzten Ruheplatz, einem mystischen, von den Guado bewachten Gebiet namens Abyssum, zu geleiten. Dies geschieht durch ein Ritual, das als Besegnung bekannt ist. Die andere große Aufgabe der Media ist das Rufen der Bestia, wilde magische Kreaturen, die entstanden, als Menschen ihr Leben opferten, damit ihre Seelen in Steinstatuen eingeschlossen und sie zu Asthra wurden. Asthra gewähren den Media die Fähigkeit ihre entsprechenden Bestia, welche als Träume der Asthra bezeichnet werden, zu rufen. Die dritte wichtige Aufgabe der Media ist das Besiegen von Sin, einem gigantischen Monster, das Spira seit 1000 Jahren heimsucht und mit Leichtigkeit ganze Städte und Armeen ausradieren kann.
Spiras menschliche Bevölkerung ist sehr religiös und folgt der Kirche von Yevon, einer tausend Jahre alten Organisation mit großem Einfluss. Die Gläubigen Yevons halten Sin für eine heilige Strafe, die ihnen wegen ihrer selbstherrlichen Nutzung von Maschinen (im Spiel Maschina genannt) auferlegt wurde, und verbieten jegliche fortgeschrittene Technologie. Schließlich wird jedoch offenbart, dass nicht nur Yevon selbst, sondern vor allem auch drei der vier Hohepriester korrupt geworden sind, mit großem Interesse an verbotener Technologie.
Media gehen auf Pilgerreise, um Bestia zu erlangen und ihre eigene Kraft zu vergrößern. Sie werden von einer Leibgarde begleitet; die Aufgabe dieser erfahrenen Kämpfer ist der Schutz und die Unterstützung der Media auf ihrem Weg. Das Ende der Reise liegt in den Ruinen der Stadt Zanarkand, wo die Media die Hohe Beschwörung erhalten, die einzig bekannte Kraft, die Sin zerstören kann. Gegen Ende von Final Fantasy X erfährt man, dass die Bestia für die Hohe Beschwörung aus jemandem erschaffen wird, der dem Medium nahesteht: So ist es nötig, dass ein Leibgardist jedes Mediums, das Sin besiegt, sein oder ihr eigenes Leben opfert. Die Verwendung der Hohen Beschwörung gegen Sin kostet außerdem dem Medium selbst das Leben. Allerdings ist auch diese Maßnahme nicht von Dauer, nach zehn Jahren des Friedens, genannt die Stille Zeit, wird Sin wiedergeboren und terrorisiert Spira von Neuem.

### Charaktere

#### Tidus
Tidus, der junge Star des Blitzball-Teams Zanarkand Abes, wird von der geheimnisvollen Macht Sin, augenscheinlich, tausend Jahre in die Zukunft geschleudert. Er findet aus dieser Welt keinen Ausweg mehr, hat aber zunächst die Hoffnung in Zanarkand, dem Ziel von Yunas Pilgerreise, weitere Hinweise zu finden. Jedoch ist er oft niedergeschlagen und fühlt sich fehl am Platz. Außerdem findet er zunehmend Gefallen an Yuna, begleitet sie nach Luca und wird schließlich Teil ihrer Leibgarde. Gegen Ende des Spiels findet er heraus, dass er nur ein Traum aus Traum-Zanarkand war und irgendwann verschwinden wird, was ihn sehr enttäuscht.

#### Yuna

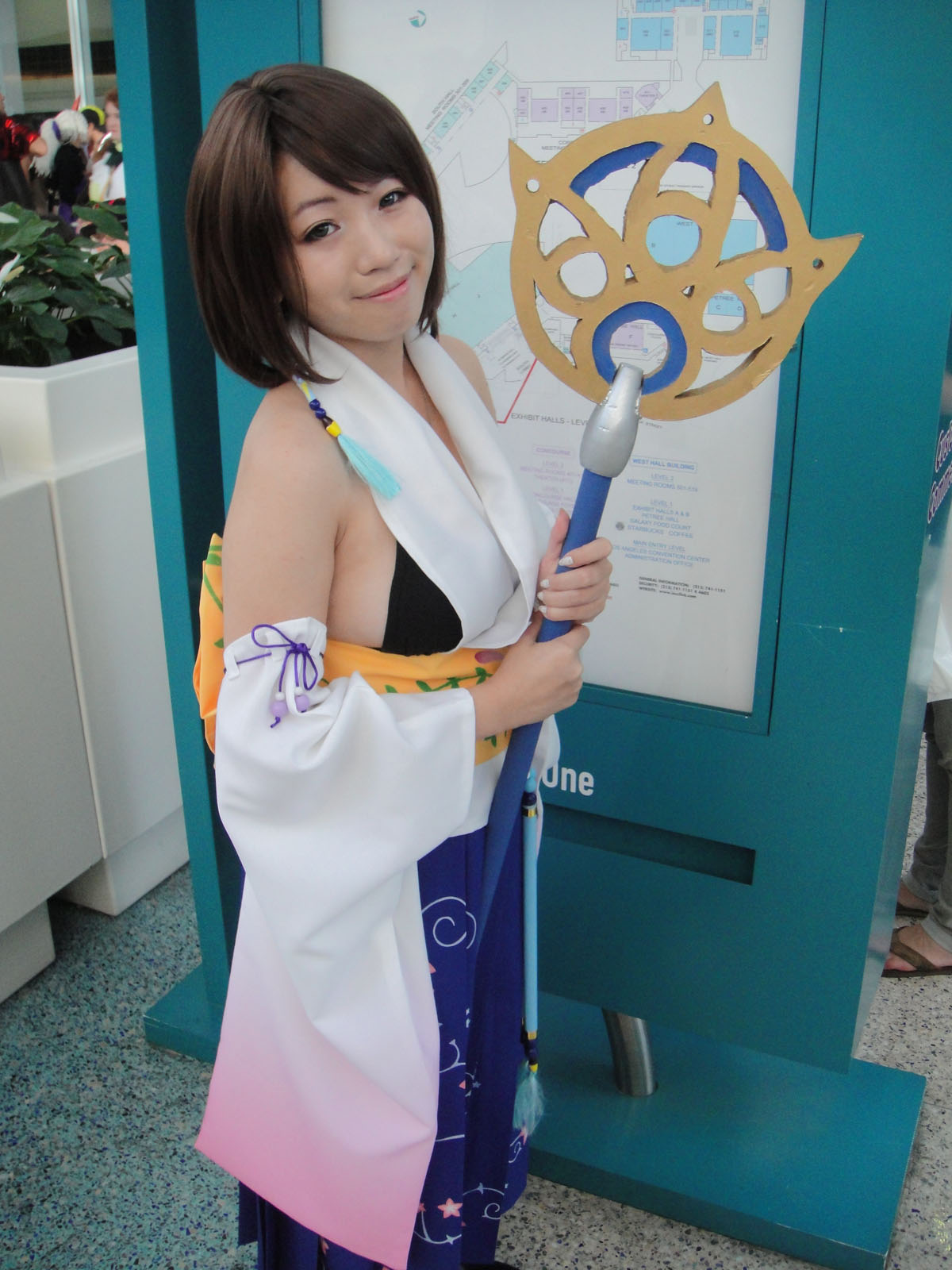
Eine Cosplayerin als Yuna

Yuna ist die Tochter des Hohen Mediums Braska, der im Kampf gegen Sin sein Leben verlor. Sie ist Halb Al-Bhed und die Cousine von Rikku. Im Tempel von Besaid erlangt sie ihre erste Beschwörung Valfaris und wird so zum Medium. Im weiteren Spielverlauf erlangt sie die Macht, weitere Bestia (Ifrit, Ixion, Shiva und Bahamut) zu beschwören. Um in Zanarkand die Hohe Beschwörung zu erlangen, mit der sie Sin vernichten kann, muss sie durch das Erlangen weiterer Beschwörungen ein mächtigeres Medium werden. Außerdem erwidert sie früh Tidus’ Zuneigung.

#### Wakka
Wakka ist Trainer und Kapitän des Blitzball-Teams Besaid Aurochs, mit dem er in 10 Jahren noch nie ein Spiel gewonnen hat. Mit Tidus moralischer Unterstützung schafft es die Mannschaft in Luca in das Finale, welches dann vom Spieler selbst gesteuert wird. Abhängig vom Geschick des Spielers kann das Team die Meisterschaft gewinnen. Danach widmet sich Wakka voll und ganz Yunas Pilgerreise. Yuna betrachtet er wie eine kleine Schwester und würde sie mit seinem Leben beschützen.

#### Lulu
Lulu ist ebenfalls ein Mitglied von Yunas Leibgarde. Genau wie für Wakka ist Yuna für sie wie eine kleine Schwester. Sie ist eine Schwarzmagierin und beherrscht viele Elementarzauber. Lulu hat eine sehr verschlossene und beherrschte Art, wodurch sie oft ein wenig kühl und gefühllos wirkt. Später stellt sich heraus, dass sie bereits zwei Media auf ihren Pilgerreisen begleitet hat, diese aber beide vorzeitig in der Stillen Ebene endeten. Deshalb macht sie sich Vorwürfe.

#### Kimahri Ronso
Kimahri ist ein schweigsamer Ronso-Krieger, der sein Leben Yunas Schutz seit ihrer frühen Kindheit verschrieben hat. Tidus gegenüber spricht er das erste Mal sehr spät im Spiel und zeigt sich dann als nachdenklicher Ronso. Bei seinem Volk ist sein Ansehen weit gesunken, da ein anderer Ronso ihm sein Horn abbrach.

#### Auron
Auron ist ein ehemaliger, weltbekannter Leibgardist, der Braska auf seiner Pilgerreise begleitete. Er schwor Jekkt – ebenfalls Leibgardist von Braska – und Braska, auf deren Kinder aufzupassen. Er begibt sich in das „Traum-Zanarkand“ und rettet Tidus vor Sins Angriff. Dort übergibt er Tidus ein Schwert und bringt ihm das Kämpfen bei. Zum Ende erfährt man, dass er ein Leibloser ist, welcher zunächst nicht akzeptierte, dass Jekkt und Braska sich opferten und nach dem Kampf gegen Lady Yunalesca starb. Mit dem Einlösen seines Versprechen kehrt er ins Abyssum ein.

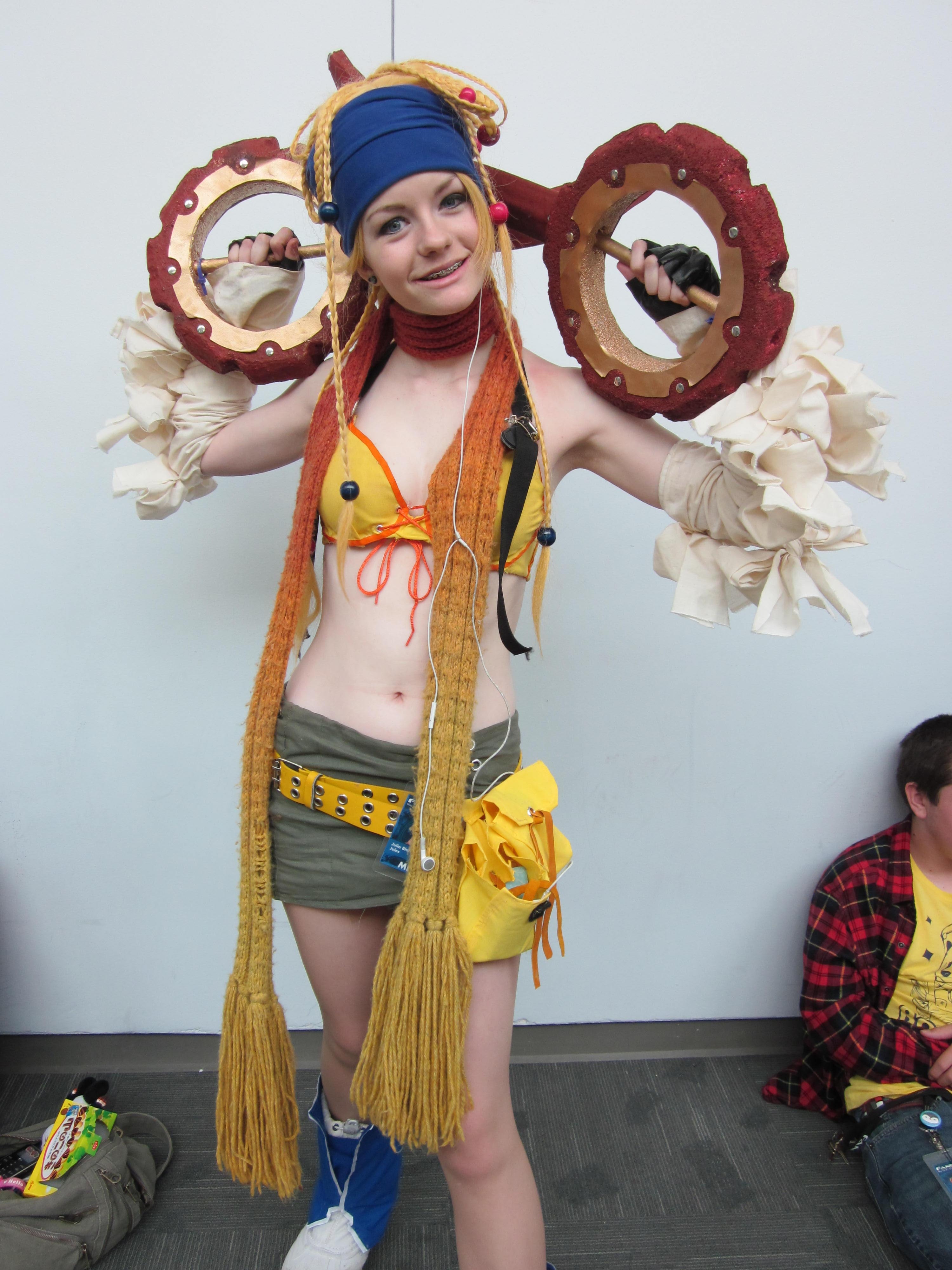
Eine Cosplayerin als Rikku (Outfit aus Final Fantasy X-2)

#### Rikku
Rikku ist ein quirliges, extrovertiertes Mädchen aus dem Volk der Al-Bhed. Sie ist die erste Person, der Tidus in Spira begegnet, wo sie ihm erklärt, dass Zanarkand tausend Jahre zuvor von Sin zerstört wurde und Maschina als verboten gelten. Nachdem Tidus während des Angriffs auf das Al-Bhed-Heim in Bikanel erfährt, dass Yuna nach der Hohen Beschwörung sterben wird, versucht sie mit ihm eine Möglichkeit zu finden, ihre Cousine Yuna zu retten.

#### Weitere Charaktere
Die Antagonisten im Spiel sind Seymor Guado und die anderen Primas der Religion Yevons, während der marodierende Sin als Hauptquelle für Konflikte dient. Zusätzlich gibt es eine breite Palette an benannten Charakteren zur Unterstützung, die sich nicht nur aus den in anderen Final-Fantasy-Spielen traditionell vorkommenden Figuren rekrutieren.

### Charakterdesign
Charakterdesigner Tetsuya Nomura legte besonderes Augenmerk auf die einzelnen Charakterentwürfe. So lehnte er Yunas Gesamterscheinung an die traditionelle Kleidung in Okinawa an. Als er erfuhr, dass dieser Charakter den Besegnungstanz aufführen würde, gab er ihrer Kleidung etwas, das fließen würde. Aus diesem Grund wählte er eine spezielle, langärmlige Kimono-Version, den Furisode. Zusätzlich verwendete er für ihr Kleid und ihre Halskette Blumen, die Yuna (Hibiscus tiliaceus) genannt werden, und ihr Name trägt die Bedeutung „Nacht“ im Okinawa-Dialekt. Im direkten Gegensatz dazu bedeutet Tidus’ japanischer Name, „Tida“, im Okinawa-Dialekt „Sonne“. Nomura erklärte, dass diese subtilen Details vielleicht überflüssig seien, aber er wolle nicht, dass seine Designs ohne Erklärung dastehen.
Bei den Nebencharakteren konzentrierte sich die Hauptdesignerin für Nebencharaktere, Fumi Nakashima, besonderes darauf, dass die Charaktere, dank den für bestimmte Nationen und Kulturen charakteristischen Kleidungsstilen, leicht als zu ihren jeweiligen Gruppen zugehörig erkannt werden. Zum Beispiel verleihen ihrer Meinung nach die Masken und Schutzbrillen der Al Bhed der Gruppe ein „seltsames und exzentrisches“ Aussehen, während die Bekleidung der Ronso es ihnen ermöglicht, leicht in einen Kampf einzusteigen.

### Geschichte
Final Fantasy X beginnt spät in der Geschichte. Hauptcharakter Tidus wartet mit Yuna und den anderen Leibgardisten außerhalb der zerstörten Stadt Zanarkand. Von diesem In-medias-res-Anfang erzählt Tidus die Serie an Ereignissen, welche ihn in seine derzeitige Situation gebracht haben, diese langanhaltende Rückblende umfasst einen Großteil der Geschichte des Spieles. Die Rückblende beginnt im nicht-zerstörten Zanarkand, einer Hightech-Metropole und Tidus’ Heimatstadt, wo er ein bekannter Star des Unterwassersports Blitzball ist. Als Sin während eines Blitzballspieles Zanarkand angreift, wird Tidus – zusammen mit seinem langjährigen Wächter Auron – in die Kreatur gesaugt und findet sich nach seinem Erwachen allein in den Ruinen eines verlassenen Tempels wieder.
Tidus wird von einigen Al-Bhed-Tauchern gerettet; eine von ihnen, Rikku, erzählt ihm, dass seine Stadt bereits vor eintausend Jahren zerstört wurde. Bevor er Zeit hat, diese Nachricht zu verarbeiten, greift Sin wieder an und Tidus wird von den anderen getrennt. Schließlich wird er auf der tropischen Insel Besaid angespült. Hier trifft er Wakka, Kapitän und Trainer des lokalen Blitzballteams, den Besaid Aurochs. Beeindruckt von Tidus’ Fähigkeiten bittet Wakka Tidus, sein Team beim kommenden Turnier in Luca zu unterstützen.
Tidus wird Yuna vorgestellt, einem jungen Medium, das in die Fußstapfen ihres verstorbenen Vaters, Sir Braska, tritt. Braska war ebenfalls ein Medium und gab zehn Jahre zuvor sein Leben im Kampf gegen Sin. Seine Leibgarde waren Auron und Jekkt, Tidus Vater, der in Tidus’ Zanarkand als verschollen gilt. Tidus trifft in Besaid auch auf Lulu und Kimahri, welche zusammen mit Wakka Yunas Leibgarde bilden und sie auf dem Weg nach Zanarkand begleiten, damit Yuna die Hohe Beschwörung erhält und Sin besiegen kann.

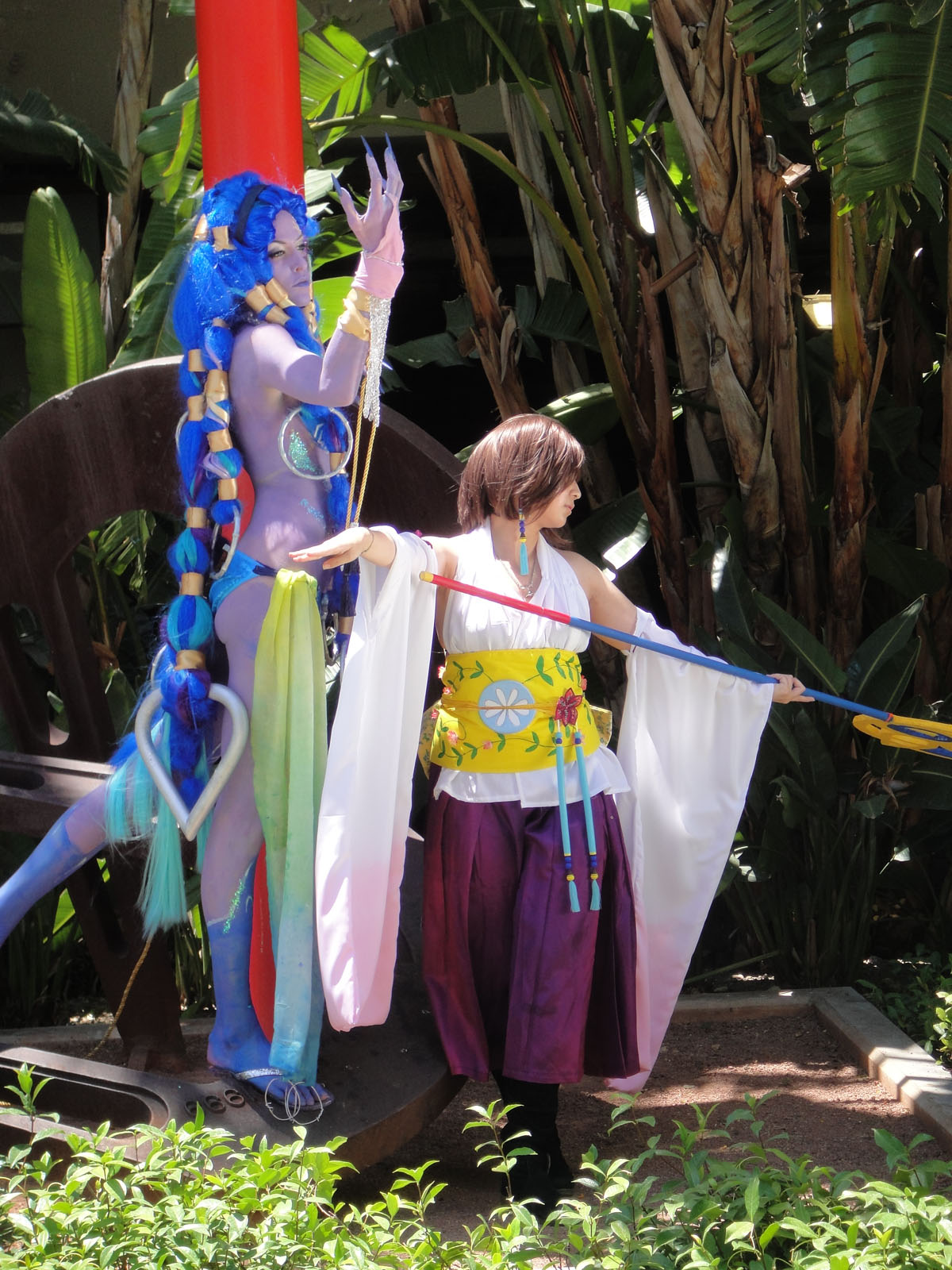
Cosplay: Yuna beschwört die Bestia Shiva

Die Gruppe reist mit dem Schiff nach Kilika, wo sie erneut auf Sin trifft, welcher die Stadt verwüstet. Nachdem Yuna die Verstorbenen besegnet und im örtlichen Tempel eine neue Bestia zu beherrschen lernt, reist die Gruppe weiter nach Luca. Mit dem Ende des dortigen Blitzballturniers schließt sich Auron der Gruppe an.
Nicht lange nach einem weiteren Zusammentreffen mit Sin, der eine gesamte Armee der Bürgerwehr vernichtet hat, stößt Rikku zu ihnen.
Die Gruppe trifft außerdem auf Seymor Guado, Anführer der Guado und ein Primas von Yevon. Obwohl er sich anfangs als Verbündeter präsentiert und die Gruppe sogar unter der Kontrolle des Spielers in einem Kampf unterstützt, wird es später offensichtlich, dass er ein Wahnsinniger ist, der mit Sin verschmelzen will, um die Bevölkerung Spiras mit dem Tod zu „beschenken“. Aus diesem Grund versucht er, Yuna zu zwingen, ihn zu heiraten, so dass er ihre letzte Beschwörung und damit Sin werden kann. Auch wenn die Gruppe ihn im ersten Kampf tötet, bleibt er unbesegnet und kehrt in weiteren Kämpfen zurück.
Während des gesamten Spielverlaufs kommen sich Yuna und Tidus immer näher, aber zu seinem Entsetzen erfährt Tidus, dass Yuna sterben wird, sobald sie die Hohe Beschwörung gegen Sin einsetzt. Yuna ist sich ihres Schicksals bewusst und möchte mit ihrem Leben den Leuten Spiras die Stille Zeit, den kurzen Frieden nach Sins Zerstörung, bescheren. Verkompliziert wird die Sache, da Auron Tidus in Luca eröffnete, dass sein Vater Jekkt noch lebt, allerdings zu Sin wurde. Tidus nimmt sich vor, einen Weg zu finden, um seinen entfremdeten Vater zu befreien und Sin endgültig zu besiegen, ohne dafür Yunas Leben zu opfern.
Kurz bevor die Gruppe Zanarkand erreicht, erfährt Tidus, dass sein Vater, er und das Zanarkand, aus dem sie kommen, „Träume“ sind, beschworene Wesen ähnlich den Bestia. Ihre Stadt, das „Traum-Zanarkand“, wurde eintausend Jahre zuvor erschaffen, als während des als Maschina-Krieg bekannten Konflikts Yevon, Anführer Zanarkands und mächtiges Medium, verzweifelte Maßnahmen ergriff, um die Erinnerung an Zanarkand zu bewahren. Er ließ die Überlebenden der Stadt zu Asthra werden, um aus ihren Erinnerungen eine neue Stadt als Ebenbild Zanarkands zu beschwören, weit abseits des Kampfes auf Spiras Festland. Sin wurde zur selben Zeit von Yevon geschaffen, um als Schutz für ihn und die Asthra zu dienen. Während der andauernden Beschwörung des Traum-Zanarkands verlor Yevon seine Menschlichkeit und wurde als Yu-Yevon („Der Fluch Yevons“) bekannt, ein Wesen das lediglich existiert, um die Existenz Traum-Zanarkands zu sichern. Im Verlauf der nächsten eintausend Jahre attackiert Sin immer wieder die Einwohner Spiras, um zu verhindern, dass sie sich technologisch so weit entwickeln, dass sie das Traum-Zanarkand finden.
Sobald der Spieler Yunas Pilgerreise nach Zanarkand beendet – und damit Tidus’ ausführliche Rückblende der bisherigen Ereignisse abschließt – erfahren Yuna und ihre Gefährten vom nicht besegneten Geist Yunalescas – Tochter Yevons und erstes Medium, das Sin besiegte – dass die Hohe Beschwörung aus dem Geist von jemandem geschaffen wird, der dem Medium sehr nahesteht. Des Weiteren erklärt sie, dass Yu-Yevon nach dem Tod Sins von der Hohen Beschwörung Besitz ergreift und sie zum neuen Sin macht. Zusätzlich erfährt der Spieler, dass auch Auron den Tod fand, als er vor zehn Jahren Yunalesca nach dem Tod Jekkts und Braskas attackiert, aber niemals besegnet wurde. Yuna und ihre Leibgarde beschließen einen neuen Weg zu suchen, um Sin zu besiegen: einen, der Sin für immer zerstört und keine weiteren Opfer verlangt. Yunalesca kann diese Entscheidung nicht akzeptieren und es kommt zum Kampf, bei dem Yunalesca mehrmals mutiert und schließlich besiegt wird. Ohne die Hohe Beschwörung erhalten zu haben, greift die Gruppe mit Hilfe eines Al-Bhed-Luftschiffs Sin direkt an und dringt in seinen Körper vor.
Im Inneren Sins kämpft die Gruppe mit Seymor, Jekkts gefangenem Geist und schließlich mit Yu-Yevon selbst, es gelingt ihnen, alle zu besiegen und ins Abyssum zu schicken. Damit beenden sie den Zyklus von Sins Tod und Wiedergeburt für immer. Auron tritt ebenfalls ins Abyssum über, nachdem er seine Versprechen an Jekkt und Braska erfüllt hat, auf ihre Kinder aufzupassen. Endlich sind auch die Geister der Asthra aus ihrem Gefängnis befreit und damit lösen sich die Bestia, Traum-Zanarkand und auch Tidus auf. Obwohl Yuna den Verlust von Tidus betrauert, ermuntert sie die Einwohner Spiras, neue Wege zu beschreiten, nun da Sin nicht mehr existiert. Allerdings erinnert sie sie auch daran, die Leute, die dem Konflikt zum Opfer fielen, nicht zu vergessen.

## Entwicklung

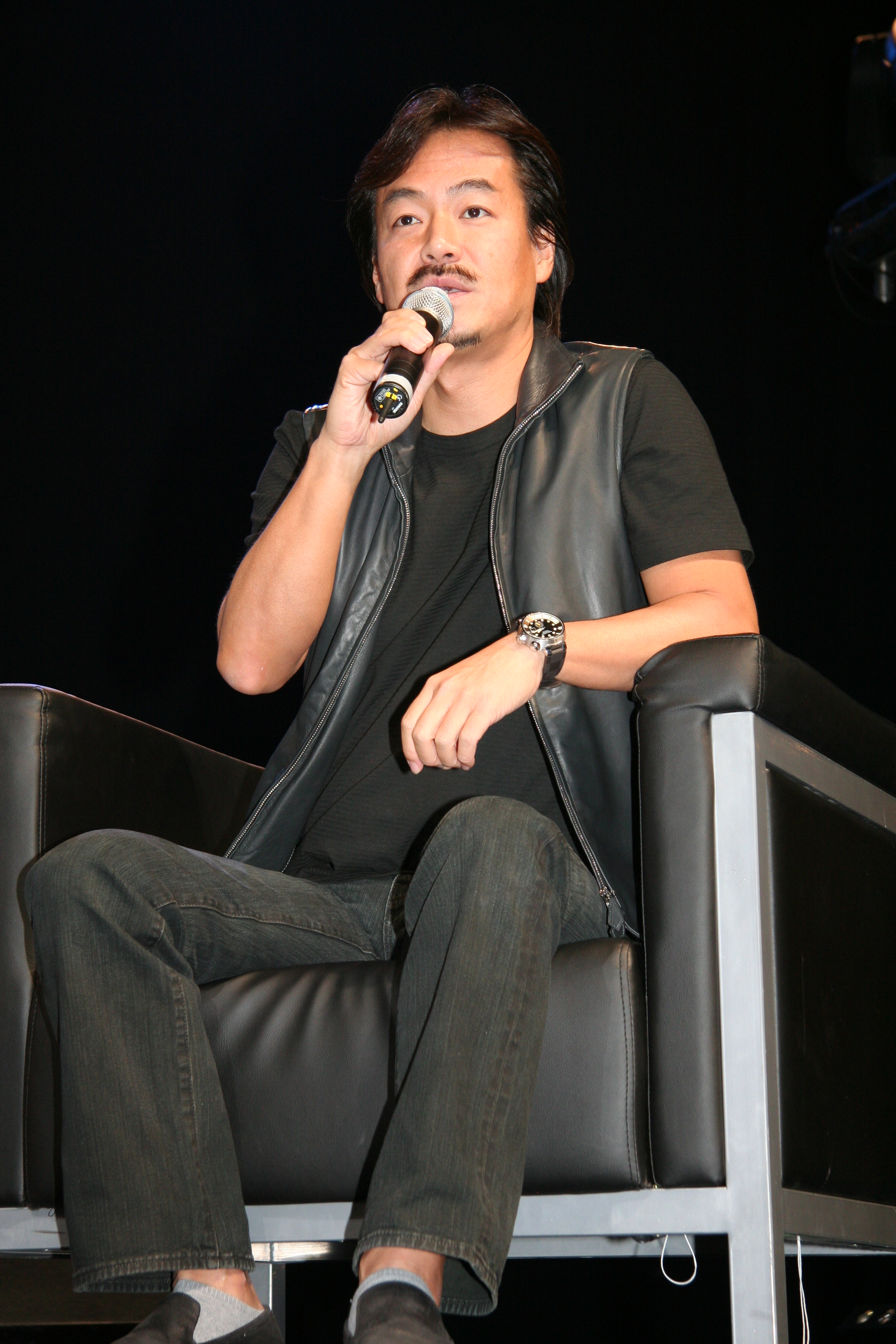
Ausführender Produzent Hironobu Sakaguchi

Mit einer über einhundertköpfigen Crew wurde Final Fantasy X von 1999 bis 2001 entwickelt und kostete ungefähr 4 Milliarden Yen (zirka 27 Mio. Euro) in der Produktion.
Wie in den meisten anderen Final-Fantasy-Teilen unterscheiden sich die Charaktere und die Geschichte von Final Fantasy X stark von denen der Vorgänger. Der ausführende Produzent Hironobu Sakaguchi erklärte, dass dies geschehe, um jedes Spiel als etwas vollkommen Neues erscheinen zu lassen und um das volle Potential seines Teams unter Beweis zu stellen. Obwohl er Bedenken hatte, was den Wechsel von 2D- zu 3D-Hintergründen, die Sprachausgabe und das Erzählen der Geschichte in Echtzeit anging, glaubte Sakaguchi, dass der Erfolg von Final Fantasy in der ständigen Herausforderung des Entwicklungsteams Neues auszuprobieren liegt. Szenarioschreiber Kazushige Nojima sagte, dass er bei diesem Teil der Serie besondere Sorgfalt walten ließ, um eine Verbindung zwischen Spieler und Hauptcharakter zu erzeugen. Daher hat er die Geschichte so angelegt, dass der Spieler durch Tidus’ eigene Entwicklung und Erzählung im selben Maße die Welt kennenlernt und Wissen erlangt wie Tidus selbst.
In Final Fantasy X gab es auch Innovationen bei der Darstellung der Gesichtsausdrücke der Charaktere: Diese wurden unter anderem durch Motion Capture erzeugt. Diese Technologie erlaubte es den Animateuren, realistische Lippenbewegungen zu erschaffen und diese auf die Sprachausgabe abzustimmen.

## Ton

### Sprachausgabe
Final Fantasy X ist der erste Teil der Reihe, der nicht nur Texte verwendet, sondern über eine Sprachausgabe verfügt. Nojima enthüllte, dass die Verwendung von Sprachausgabe einen grundlegenden Einfluss darauf hatte, wie die Geschichte des Spiels geschrieben wurde. Er erklärte, dass er dank der Sprachausgabe einen einfacheren Weg beim Erzählen der Geschichte beschreiten konnte, da eine breitere Palette an Gefühlen durch diese ausgedrückt werden konnten, als es allein mit Text möglich gewesen wäre. Weiterhin erklärte Nojima, dass das Vorhandensein von Sprechern dazu führte, dass er etliche Veränderungen an der Geschichte und an den Charakteren selbst vornahm, um die Charaktere an die Persönlichkeiten ihrer Sprecher anzupassen.
Die Verwendung von Sprachausgabe führte allerdings auch zu Problemen. Da die Zwischensequenzen des Spiels der japanischen Sprachausgabe entsprechend programmiert waren, sah sich das englischsprachige Final-Fantasy-X-Lokalisierungsteam der schwierigen Aufgabe gegenüber, nicht nur eine passende englische Übersetzung zu erstellen, sondern diese auch dem Rhythmus und den zeitlichen Vorgaben der Lippenbewegungen der Charaktere entsprechend anzupassen. Alexander O. Smith bezeichnete diesen Prozess als überaus problematisch. Daher wurden die Sprecher über die Motivation und die Gefühle ihres Charakters in jeder Szene aufgeklärt und bekamen etliche Szenen aus dem Spiel selbst vorgespielt.
Obwohl Tidus der Hauptcharakter des Spiels ist, ist er der einzige Charakter, dessen Namen niemals ausgesprochen wird. Dies kam zustande, da Final Fantasy X der Final-Fantasy-Tradition gefolgt ist, dem Spieler die Namenswahl des Hauptcharakters zu überlassen. In diesem Spiel und in Final Fantasy X-2 reden die anderen Charaktere über Tidus immer nur als „ihn“, „er“ oder „du“. In den Square-Enix-Spielen Kingdom Hearts und Kingdom Hearts II, in denen er ebenfalls als Figur auftritt, wird sein Name allerdings ausgesprochen.

### Musik
Mit Final Fantasy X hatte Nobuo Uematsu zum ersten Mal Unterstützung beim Komponieren der Musik für ein Final-Fantasy-Spiel. Die Musik für Final Fantasy X wurde von Junya Nakano, Masashi Hamauzu und Nobuo Uematsu komponiert.
Das Spiel enthält drei gesungene Stücke: Zum einen verwendet es die J-Pop-Ballade Suteki Da Ne (素敵だね, dt. „Ist es nicht wunderbar?“), die von der japanischen Shima-uta- und Popsängerin Rikki gesungen wird, um die Okinawa-Atmosphäre im Spiel widerzuspiegeln. In allen Versionen von Final Fantasy X wurde die originale, japanische Version des Lieds verwendet. Der Liedtext stammt von Kazushige Nojima, während Uematsu für die instrumentale Untermalung verantwortlich war. Wie bei den Balladen aus Final Fantasy VIII und Final Fantasy IX gibt es auch von Suteki Da Ne neben der im Spiel verwendeten Version eine Orchesterfassung, welche während des Abspanns zum Einsatz kommt. Die beiden anderen gesungenen Lieder sind das englischsprachige Heavy-Metal-Lied Otherworld mit einem Text von Alexander O. Smith und das Lied der Asthra, welches eine Art Anagramm in japanischen Silben ist.

## Rezeption
Final Fantasy X wurde weitgehend positiv aufgenommen; es verkaufte sich sehr gut und erhielt auch aus der Spieleindustrie überwiegend positive Kritiken. Innerhalb der ersten vier Tage nach der Veröffentlichung hatten sich bereits 90 % der ersten Lieferung verkauft, dies entspricht 1,9 Millionen aus 2,1 Millionen Einheiten, davon entfallen ungefähr 1,4 bis 1,5 Millionen Kopien auf Vorbestellungen. Mit diesen Zahlen überflügelte Final Fantasy X seine Vorgängerteile Final Fantasy IX und Final Fantasy VII in einem vergleichbaren Zeitraum und war das erste PlayStation-2-Spiel, das 2 Millionen und 4 Millionen Einheiten absetzen konnte.
Einst unter den zwanzig bestverkauften Konsolenspielen, ist es dank andauernder Verkäufe immer noch das zweitbest-verkaufte Final-Fantasy-Spiel mit weltweit über 8,05 Millionen verkauften Einheiten. Seit Juli 2006 steht es auf Platz 11 der bestverkauften Spiele des 21. Jahrhunderts auf dem US-Markt und war nominiert für die sechsten jährlichen Interactive Achievement Awards in den Bereichen Animation und Konsolenrollenspiel im Jahr 2003.

### Kritiken
Sowohl japanische als auch westliche Kritiker vergaben im Allgemeinen sehr gute Noten an Final Fantasy X, laut Metacritic erreicht das Spiel einen „universalen Gesamtpunktestand“ von 92 %. Das führende japanische Videospielmagazin, die Famitsu, gab dem Spiel die fast perfekte Punktzahl von 39/40, während die Famitsu-Leser es 2006 zum besten Spiel aller Zeiten wählten. The Play Station, ein weiteres führendes japanisches Videospielmagazin, gab dem Spiel 29 von 30 Punkte.
Wie die Famitsu und The Play Station war auch die britische Edge besonders von der Geschichte und der Grafik des Spiels überzeugt. Allerdings vergab dieses Magazin nur 6 von 10 Punkten und beschrieb es als Fortsetzung, die sich als Next-Generation ausgibt, ohne dass sich dies im Erfahren des Spiels widerspiegelt. Als Beispiel führte die Edge das Kampfsystem und die Charakterentwicklung an, ersteres sei „kaum komplexer“ als frühere Varianten in der Serie und letzteres „nicht flexibler als das geradlinige Leveln vorheriger Spiele“. Die Zeitschrift übte außerdem harte Kritik am englischen Skript und der englischen Sprachausgabe und bezeichnet diese als „verabscheuungswürdig“. Das Magazin erklärte weiterhin, dass sie den Pathos zur Komödie verkommen ließen, den Humor zur Strecke gebracht und das gesamte Spiel zerstört hätten.
Die Edge waren nicht die Einzigen, die Mängel in Final Fantasy X fanden. Die norwegische Spieleseite Gamer.no brachte in ihrem 7/10 Review Missfallen am „zu einfachen“ Kampfsystem sowie am linearen Spielaufbau zum Ausdruck, dank beidem sei das Spiel „zu kurz für wahre RPG-Enthusiasten“. Die Multimedia-Webseite IGN führte aus, dass die in Zwischensequenzen benutzten Charakteranimationen der letzten Generation entstammen könnten und schlechter seien als die in Metal Gear Solid 2: Sons of Liberty. Während sie die Animationen von Metal Gear Solid 2 als fast perfekt bezeichneten, beschrieben sie die in Final Fantasy X verwendete Körpersprache als „übertriebene Gesten, sich ständig wiederholende Bewegungen, steife Übergänge und sehr fragwürdige Lippensynchronität“. Obwohl die Webseite Metal Gear Solid 2 „ein höheres Maß an visuellen Feinheiten“ zusprach, wäre das Szenario „die meiste Zeit über auf Schattierungen von grau und braun beschränkt“, wohingegen die Künstler von Final Fantasy X die Möglichkeit hatten, alle vorstellbaren Farben zu verwenden und eine „wundervolle“ 3D-Engine hatten, dies auch umzusetzen.
Wie Gamer.no, empfanden auch die Mitarbeiter von IGN den Verlauf der Geschichte als zu linear und zeitlich schlecht abgestimmt, so seien auch die wenigen Rätseleinlagen schlecht in das Spiel integriert. Trotz dieser negativen Kritiken war die Seite voll Lob für die Innovationen im Spielprinzip, vor allem im Zusammenhang mit dem neuen Aufrufsystem, der Möglichkeit Gruppenmitglieder während des Kampfes zu wechseln, was ihrer Meinung nach ein effizienteres System der Charakterentwicklung sowie eine einfachere Handhabung des Inventars sei. Weitere Lorbeeren gaben sie der Grafik des Spieles, welche „auf jede erdenkbare Weise besser ist als die der Vorgänger“ sei. Sie erklärten, dass dieses Spiel als Ganzes „das bestaussehende der gesamten Serie und das am besten spielbare“ zum Zeitpunkt der Veröffentlichung sei.
In Europa wurden zum einen die mangelhafte PAL-Anpassung und die damit einhergehenden sehr großen schwarzen Balken am oberen und unteren Bildschirmrand, die gestauchten Charaktere und der merkliche Geschwindigkeitsverlust bemängelt, zum anderen fielen speziell in Deutschland die teils frappierenden Unterschiede der englischen Sprachausgabe zu den deutschen Untertiteln, welche aus dem Japanischen übersetzt wurden, negativ auf.

### Vermächtnis
Auf Grund des kommerziellen Erfolges und der großen Popularität veröffentlichte Square Enix 2003 die direkte Fortsetzung Final Fantasy X-2 – die erste direkte Fortsetzung der gesamten Final-Fantasy-Serie. Die Fortsetzung beginnt zwei Jahre nach dem Abschluss der Originalgeschichte, präsentiert neue Konflikte und Probleme, schließt allerdings auch einige offene Enden aus Final Fantasy X. Aufgrund des Zuspruches, den dieses Spiel erhielt, entschieden sich Produzent und Szenarioschreiber einen handlungsbedingten Zusammenhang zwischen Final Fantasy X und Final Fantasy VII, einem anderen sehr beliebten Final-Fantasy-Titel, herzustellen.
Die Fortschritte in der realistischen Darstellung von Gefühlen durch Sprachausgabe und detaillierte Gesichtsausdrücke sind seitdem fester Bestandteil der Serie, nicht nur in Spielen der Hauptserie, wie Final Fantasy XII, sondern auch in anderen Ablegern, wie Dirge of Cerberus: Final Fantasy VII. Zusätzlich wurde die Reise in einer Echtzeit-3D-Umgebung anstelle der Weltkarte Teil des Serienstandards, wie Final Fantasy XI und Final Fantasy XII zeigen.

## Versionen und Merchandise
Eine „internationale“ Version des Spiels wurde in Japan als „Final Fantasy X: International“ und in den PAL-Gebieten als „Final Fantasy X“ herausgebracht. Diese verfügt über Inhalte, die nicht im Originalspiel enthalten waren, so zum Beispiel der Kampf gegen die Schwarzen Bestia und den Richter, sowie einige zusätzliche Sequenzen. Der japanischen Veröffentlichung von „Final Fantasy X: International“ lag außerdem ein vierzehnminütiges Video (Eternal Calm) bei, welches den Übergang von „Final Fantasy X“ zu „Final Fantasy X-2“ herstellte, dieses Video war später in einer leicht abgewandelten Form in der europäischen Veröffentlichung von „Unlimited SaGa“ enthalten.
Sowohl die japanische als auch die europäische Veröffentlichung kamen mit der Bonus-DVD „Beyond Final Fantasy“, welche Interviews mit den Entwicklern des Spieles sowie den Synchronsprechern (in Europa nur die englischen Stimmen von Tidus und Yuna) enthält. Zusätzlich gibt es verschiedene Trailer zu „Final Fantasy X“ und anderen Square-Produkten, zwei Bildergalerien und das Musikvideo zu „Suteki Da Ne“. Diese DVD lag den folgenden Platinum- bzw. Mega-Hits-Editionen nicht mehr bei.
Am 22. März 2013 wurde zudem ein HD-Remake von Final Fantasy X und X-2 für die PS3 und die PS Vita angekündigt. Für die PS3 werden beide Titel zusammen auf einer Blu-Ray angeboten, die PS-Vita-Versionen werden getrennt angeboten. Neben den Verbesserungen der Optik soll zudem das sogenannte „Creature Create“-Feature enthalten sein, welches bisher nur in der japanischen Version verfügbar war.
Square Enix produzierte außerdem Action-Figuren, verschiedene Versionen des Soundtracks und unterschiedliche Bücher zum Spiel, darunter „The Art of Final Fantasy X“, sowie drei „Ultimania“-Spieleführer, eine Serie aus Artbook/Lösungsbüchern, welche von Square Enix in Japan veröffentlicht wird. Neben einer Komplettlösung des Spiels enthalten sie verschiedene Bilder zu den Spielen, Interviews mit den Entwicklern und zusätzliche Informationen zur Geschichte des Spiels. Auch in Europa wurden einige der Action-Figuren verkauft, allerdings enthält das von Piggyback in Europa veröffentlichte Lösungsbuch neben der Komplettlösung keine Zusatzinformationen.